# Tương lai của Trái Đất

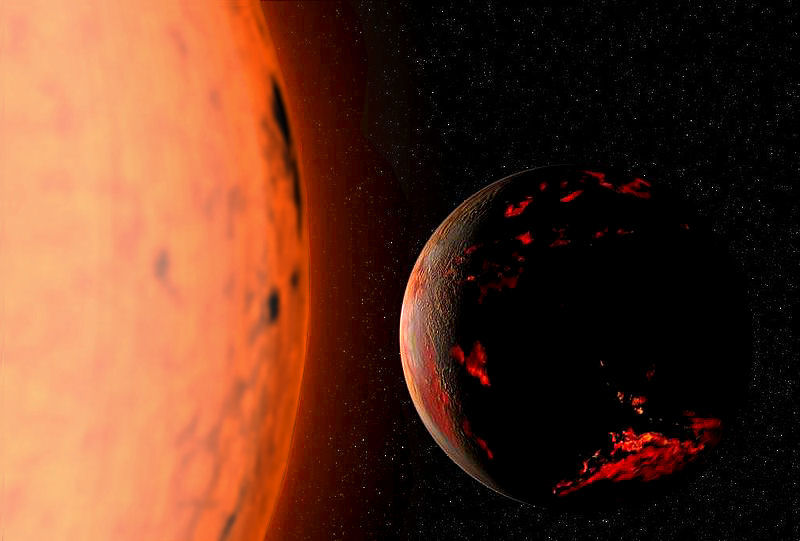
Minh họa dựa trên phỏng đoán về một Trái Đất bị thiêu rụi sau khi Mặt Trời trở thành sao khổng lồ đỏ sau khoảng 5 tỉ năm nữa.

Tương lai về mặt sinh học và địa chất của Trái Đất có thể được ngoại suy bằng cách ước lượng những tác động trong dài hạn của một số yếu tố, bao gồm thành phần hóa học của bề mặt Trái Đất, tốc độ nguội đi ở bên trong của nó, những tương tác trọng lực với các vật thể khác trong hệ Mặt Trời, và độ sáng ngày càng tăng của Mặt Trời. Có một nhân tố bất định trong phép ngoại suy này, đó là những công nghệ mà loài người phát minh ra, chẳng hạn như kỹ thuật khí hậu; ảnh hưởng liên tục của chúng có khả năng dẫn đến những thay đổi lớn tới Trái Đất. Công nghệ là nguyên nhân gây ra sự kiện tuyệt chủng Holocen đang diễn ra và những tác động của nó có thể kéo dài tới năm triệu năm. Từ đó, công nghệ có khả năng sẽ dẫn đến sự tuyệt chủng của loài người, và kết quả là hành tinh sẽ quay trở lại nhịp độ tiến hóa chậm hơn vì chỉ dựa vào những quá trình tự nhiên diễn ra một cách lâu dài mà không bị ảnh hưởng của công nghệ.
Cứ mỗi vài trăm triệu năm, sẽ xảy ra các sự kiện vũ trụ ngẫu nhiên có khả năng đe dọa tới sinh quyển của Trái Đất trên quy mô toàn cầu và thậm chí gây tuyệt chủng hàng loạt. Chúng bao gồm sự va chạm với những sao chổi hoặc tiểu hành tinh có bán kính từ 5–10 km (3,1–6,2 mi) trở lên, và một vụ nổ siêu tân tinh xảy ra trong vòng bán kính 100 năm ánh sáng tính từ Mặt Trời (được gọi là siêu tân tinh gần Trái Đất). Các sự kiện địa chất quy mô lớn khác thì dễ dự đoán hơn. Nếu bỏ qua tác động lâu dài của sự ấm lên toàn cầu, học thuyết Milankovitch dự đoán rằng Trái Đất sẽ tiếp tục trải qua các thời kỳ băng hà ít nhất là cho đến khi băng hà Đệ Tứ kết thúc. Điều này là kết quả của độ lệch tâm quỹ đạo, độ nghiêng trục quay và tiến động của quỹ đạo Trái Đất. Trong chu kỳ siêu lục địa đang tiếp diễn, hoạt động kiến tạo mảng có khả năng sẽ tạo nên một siêu lục địa sau 250–350 triệu năm. Trong khoảng 1,5–4,5 tỉ năm tới, độ nghiêng trục quay của Trái Đất có thể sẽ bắt đầu thay đổi một cách hỗn loạn với độ chênh lệch lên tới 90°.
Độ sáng của Mặt Trời sẽ ngày càng tăng lên, làm gia tăng lượng phóng xạ Mặt Trời ảnh hưởng tới Trái Đất. Điều này đẩy nhanh tốc độ phong hóa của các khoáng vật silicat, làm giảm hàm lượng carbon dioxide trong khí quyển. Sau khoảng 600 triệu năm nữa, hàm lượng CO
2 sẽ là không đủ để các thực vật C3 tiếp tục quang hợp. Mặc dù một số các thực vật khác sử dụng phương pháp cố định carbon C4 vẫn có thể quang hợp với hàm lượng CO
2 thấp tới 10 phần triệu, trong dài hạn toàn bộ thực vật vẫn sẽ không thể sống sót. Sự tuyệt chủng của thực vật, thành phần chủ chốt trong chuỗi thức ăn trên Trái Đất, cũng sẽ làm cho hầu hết các loài động vật diệt vong.
Sau 1,1 tỉ năm nữa, mặt trời sẽ sáng hơn 10% so với hiện tại, khiến cho hiệu ứng nhà kính trong khí quyển Trái Đất không ngừng gia tăng và các đại dương sẽ dần bay hơi hết. Điều này sẽ làm cho hoạt động kiến tạo mảng dừng lại và chu trình carbon cũng chấm dứt theo. Kết quả là Trái Đất sẽ mất đi từ trường và từ quyển, làm gia tăng tốc độ mất vật chất trong khí quyển vào không gian. Đến thời điểm đó, hầu hết hoặc tất cả sự sống trên Trái Đất sẽ không còn tồn tại. Kết cục nhiều khả năng xảy ra nhất là Trái Đất sẽ bị Mặt Trời nuốt chửng vào khoảng 7,5 tỉ năm tới, khi nó đã trở thành một sao khổng lồ đỏ và nở rộng ra tới quỹ đạo Trái Đất.

## Tác động của con người

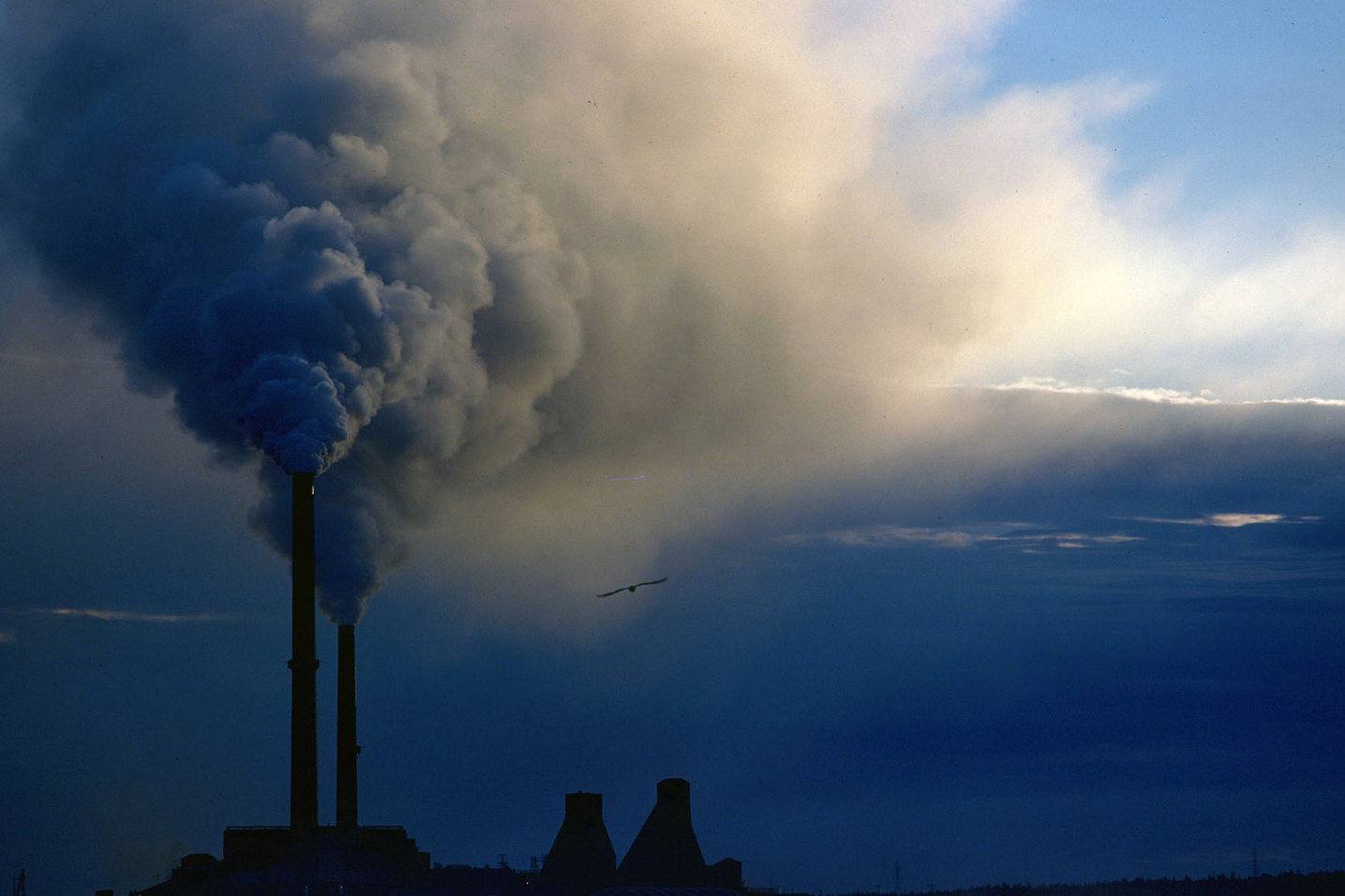
Một nhà máy luyện đồng ở Rouyn-Noranda, Canada

Hiện nay (Thế Holocen) con người đóng một vai trò then chốt trong sinh quyển khi dân số loài người thống trị nhiều hệ sinh thái trên Trái Đất. Điều này đã dẫn đến sự tuyệt chủng hàng loạt quy mô lớn và đang tiếp diễn của các loài khác trong thế địa chất hiện tại, được đặt tên là sự kiện tuyệt chủng Holocen. Sự biến mất của các loài, 10% tính đến năm 2007, do tác động của con người gây ra được xem là một cuộc khủng hoảng sinh vật. Với tốc độ hiện nay, có nguy cơ khoảng 30% các loài sẽ tuyệt chủng trong vòng 100 năm tới. Sự kiện tuyệt chủng Holocen là hậu quả của môi trường sống bị hủy hoại, sự lan rộng của các loài xâm lấn, hoạt động săn bắn và biến đổi khí hậu. Ngày nay, các hoạt động của con người cũng tác động rất rõ rệt tới bề mặt Trái Đất. Con người đã làm biến đổi hơn một phần ba bề mặt đất liền, đồng thời sử dụng khoảng 20% sản phẩm của hoạt động sản xuất sơ cấp toàn cầu. Hàm lượng carbon dioxide trong khí quyển đã tăng gần 30% kể từ khi cuộc cách mạng công nghiệp bắt đầu.
Một cuộc khủng hoảng sinh vật kéo dài được dự đoán là sẽ để lại hậu quả trong ít nhất 5 triệu năm. Nó có thể dẫn đến sự suy giảm đa dạng sinh học và sự đồng nhất hóa trong các vùng sinh vật, cùng với sự sinh sôi của các loài cơ hội như động vật gây hại và cỏ dại. Các loài mới cũng có thể sẽ xuất hiện; cụ thể là những sinh vật có khả năng phát triển trong các hệ sinh thái mà loài người thống trị sẽ nhanh chóng đa dạng hóa thành nhiều loài mới. Các vi sinh vật nhiều khả năng sẽ được hưởng lợi từ môi trường giàu chất dinh dưỡng. Tuy nhiên sẽ không có loài động vật không xương sống mới nào xuất hiện và các chuỗi thức ăn có thể sẽ bị rút ngắn.

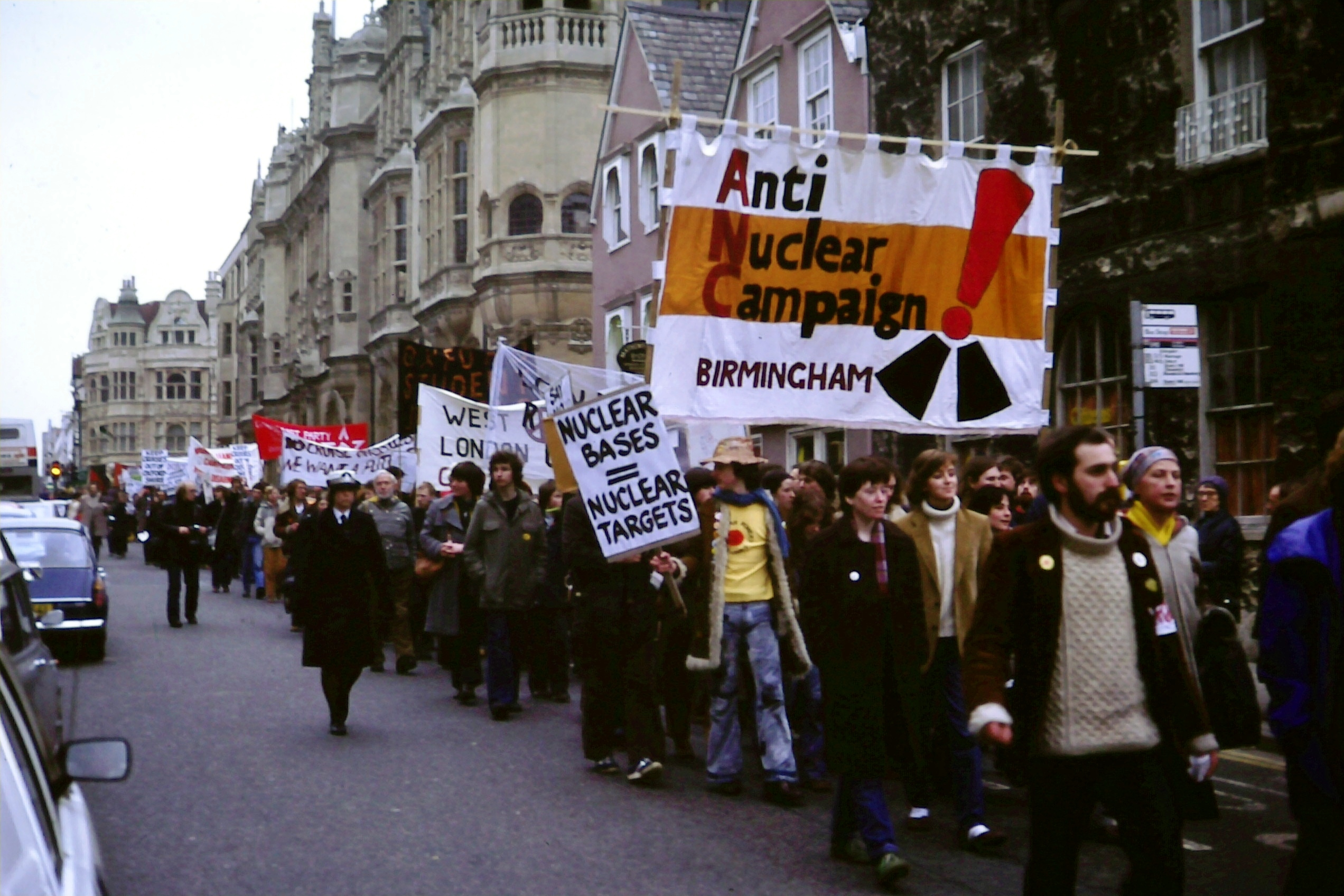
Biểu tình chống vũ khí hạt nhân tại Oxford vào năm 1980

Nhiều kịch bản dựa trên những nguy cơ có khả năng tác động lên Trái Đất trên quy mô toàn cầu đã được đưa ra. Từ quan điểm của con người, chúng có thể được chia thành các nguy cơ sống sót được và các nguy cơ chết người. Những nguy cơ con người tự mang đến cho chính mình bao gồm biến đổi khí hậu, sử dụng sai công nghệ nano, thảm họa hạt nhân, chiến tranh với một siêu trí thông minh nhân tạo, một dịch bệnh do kỹ thuật di truyền tạo ra hoặc một thảm họa thí nghiệm vật lý. Tương đương như vậy, một vài sự kiện tự nhiên cũng có thể là những nguy cơ tận thế, bao gồm một dịch bệnh chết người, va chạm với một tiểu hành tinh hoặc sao chổi, hiệu ứng nhà kính và sự cạn kiệt tài nguyên. Ngoài ra Trái Đất cũng có thể bị một dạng sống ngoài hành tinh xâm chiếm. Tuy nhiên việc tính toán khả năng các sự kiện trên xảy ra là rất khó nếu không muốn nói là bất khả thi.
Trong trường hợp loài người tuyệt chủng, các công trình nhân tạo sẽ bắt đầu đổ nát. Những công trình lớn nhất có chu kỳ bán rã khoảng 1.000 năm. Nhiều khả năng các hố mỏ lộ thiên, các bãi tập kết rác lớn, các con đường cao tốc, các con kênh và các con đập đất đầm nén sẽ trở thành những công trình cuối cùng còn tồn tại. Một vài công trình khổng lồ làm bằng đá như các kim tự tháp Giza hoặc tác phẩm điêu khắc ở núi Rushmore có thể sẽ vẫn tồn tại sau một triệu năm nữa.

## Những sự kiện ngẫu nhiên

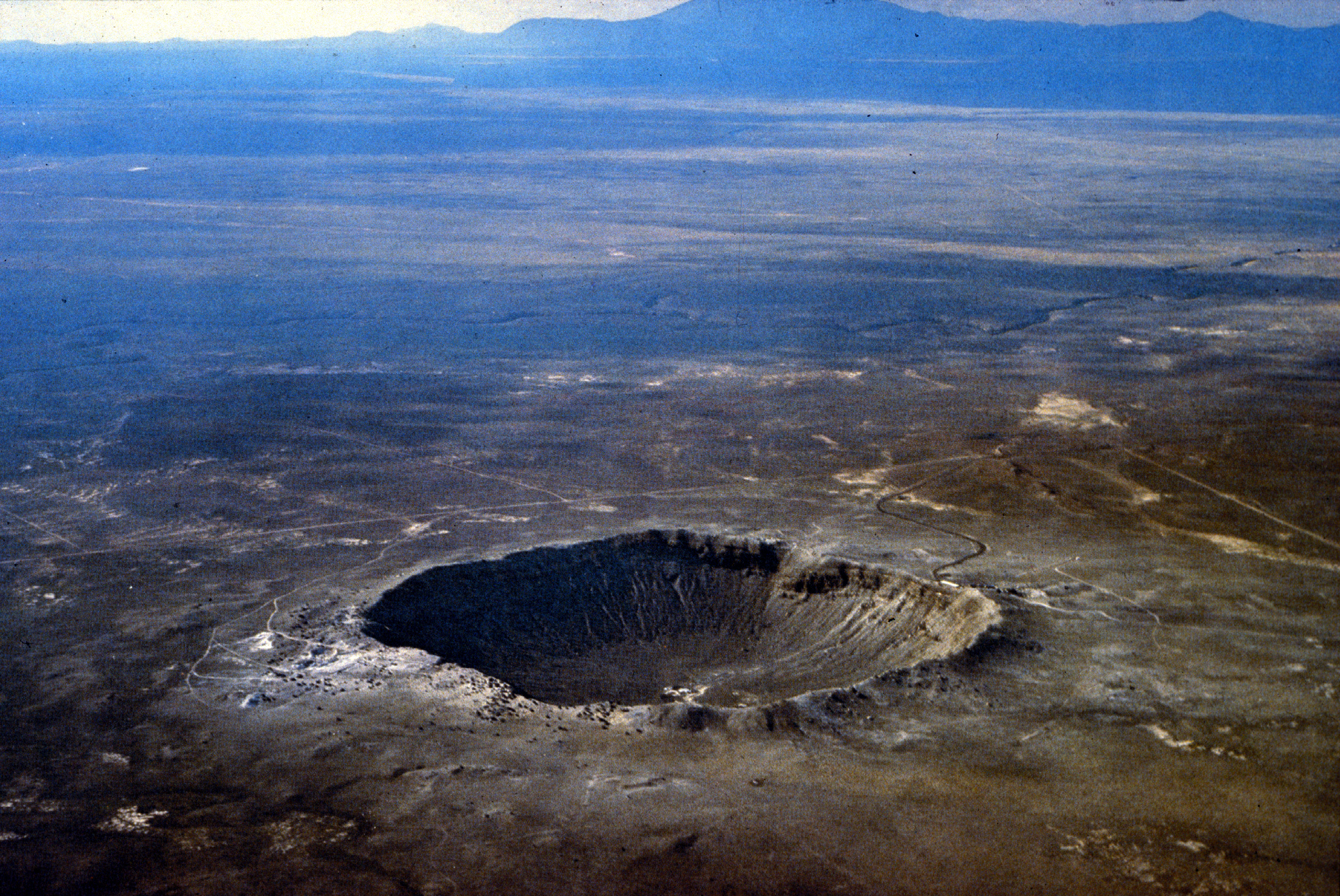
Hố thiên thạch Barringer tại Flagstaff, Arizona, cho thấy vụ va chạm của một thiên thể với Trái Đất.

Trong quá trình Mặt Trời quay xung quanh Ngân Hà, những ngôi sao di chuyển một cách ngẫu nhiên có thể lại đủ gần để tác động lên Hệ Mặt Trời. Việc này có thể làm giảm đáng kể khoảng cách từ cận điểm quỹ đạo của các sao chổi trong đám mây Oort-là một vùng cầu bao gồm các thiên thể đá xoay quanh quỹ đạo cách Mặt Trời khoảng nửa năm ánh sáng-tới Mặt Trời, đồng thời làm tăng số lượng sao chổi đến được phía trong Hệ Mặt Trời lên tới 40 lần. Va chạm với những sao chổi này có thể gây ra sự kiện tuyệt chủng hàng loạt đối với sự sống trên Trái Đất. Những cuộc chạm trán như vậy xảy ra trung bình mỗi 45 triệu năm. Thời gian trung bình để Mặt Trời va chạm với một ngôi sao khác trong vùng lân cận là khoảng 3 × 1013 năm, dài hơn nhiều so với độ tuổi ước tính của Vũ Trụ (~1.38 × 1010 năm), tức là rất ít khả năng một sự kiện như vậy sẽ xảy ra trong suốt thời gian tồn tại của Trái Đất.
Năng lượng được giải phóng từ vụ va chạm với một tiểu hành tinh hoặc sao chổi với đường kính từ 5–10 km (3,1–6,2 mi) trở lên đủ để dẫn đến một thảm họa môi trường trên quy mô toàn cầu và gây ra sự gia tăng có ý nghĩa thống kê trong số loài bị tuyệt chủng. Bên cạnh đó, một đám mây bụi sẽ bao phủ toàn bộ hành tinh, khiến nhiệt độ bề mặt giảm xuống khoảng 15 °C (27 °F) chỉ trong một tuần và đình chỉ sự quang hợp trong vài tháng. Khoảng cách ít nhất giữa các vụ va chạm lớn là 100 triệu năm. Trong 540 triệu năm qua, mật độ va chạm đó đủ để gây ra 5-6 cuộc đại tuyệt chủng và 20-30 sự kiện khác ít nghiêm trọng hơn. Điều này phù hợp với lịch sử địa chất trong suốt liên đại Hiển sinh. Những sự kiện như vậy được cho rằng sẽ tiếp diễn trong tương lai.
Siêu tân tinh là sự bùng nổ của một ngôi sao. Trong giải Ngân Hà, các vụ nổ siêu tân tinh xảy ra trung bình 40 năm một lần. Trong lịch sử Trái Đất, việc này có khả năng đã xảy ra nhiều lần trong vòng bán kính 100 năm ánh sáng. Những vụ nổ trong khoảng cách này có thể làm hành tinh bị nhiễm các đồng vị phóng xạ, từ đó gây ảnh hưởng đến sinh quyển. Tia gamma do siêu tân tinh phóng ra phản ứng với nitơ trong khí quyển và tạo ra khí đinitơ ôxit. Những phân tử này phá hủy lớp ozon bảo vệ bề mặt Trái Đất khỏi phóng xạ cực tím từ Mặt Trời. Chỉ cần phóng xạ UV-B tăng lên 10–30% là đủ để tác động đáng kể lên sự sống; đặc biệt là các thực vật phù du, nền tảng của chuỗi thức ăn dưới các đại dương. Một vụ nổ siêu tân tinh ở khoảng cách 26 năm ánh sáng sẽ làm giảm mật độ ozon đi một nửa. Trung bình một vụ nổ siêu tân tinh trong vòng 32 năm ánh sáng xảy ra vài trăm triệu năm một lần, dẫn đến sự sụt giảm lượng ozon kéo dài tới vài thế kỷ. Trong 2 tỉ năm tới, sẽ có khoảng 20 vụ nổ siêu tân tinh và một chớp gamma gây tác động đáng kể tới sinh quyển của Trái Đất.
Ảnh hưởng của nhiễu loạn trọng lực giữa các hành tinh khiến toàn bộ khu vực phía trong Hệ Mặt Trời trở nên hỗn loạn trong những khoảng thời gian dài. Điều này không ảnh hưởng đáng kể tới sự ổn định của Hệ Mặt Trời trong vòng vài triệu năm trở xuống, nhưng trong vòng hàng tỉ năm, quỹ đạo của các hành tinh là không thể đoán trước được. Mô phỏng trên máy tính về sự tiến hóa của Hệ Mặt Trời trong 5 tỉ năm tới cho thấy có khả năng rất nhỏ (dưới 1%) Trái Đất sẽ va chạm với Sao Thủy, Sao Kim hoặc Sao Hỏa. Trong cùng khoảng thời gian đó, khả năng Trái Đất bị văng ra khỏi Hệ Mặt Trời do tác động của một ngôi sao khác là 1 phần 105. Trong trường hợp đó, các đại dương sẽ đóng băng trong vòng vài triệu năm, chỉ còn lại một số khối nước lỏng ở độ sâu 14 km (8,7 mi) dưới lòng đất. Ngoài ra còn có 1 phần 3 triệu khả năng Trái Đất sẽ được một hệ sao đôi đi ngang qua giữ lại, cho phép giữ nguyên vẹn sinh quyển của hành tinh.

## Quỹ đạo và sự tự quay
Sự nhiễu loạn trọng lực của các hành tinh khác trong Hệ Mặt Trời có khả năng điều chỉnh quỹ đạo và trục quay của Trái Đất, và những thay đổi này có thể tác động lên khí hậu của hành tinh. Bất chấp những tương tác đó, các mô hình mô phỏng chính xác cao cho thấy nhìn chung, quỹ đạo của Trái Đất có khả năng cao vẫn ổn định về mặt động lực học trong hàng tỉ năm tới. Trong tất cả 1.600 mô hình mô phỏng thì bán trục lớn, độ lệch tâm quỹ đạo và độ nghiêng quỹ đạo của hành tinh vẫn gần như không đổi.

### Băng hà

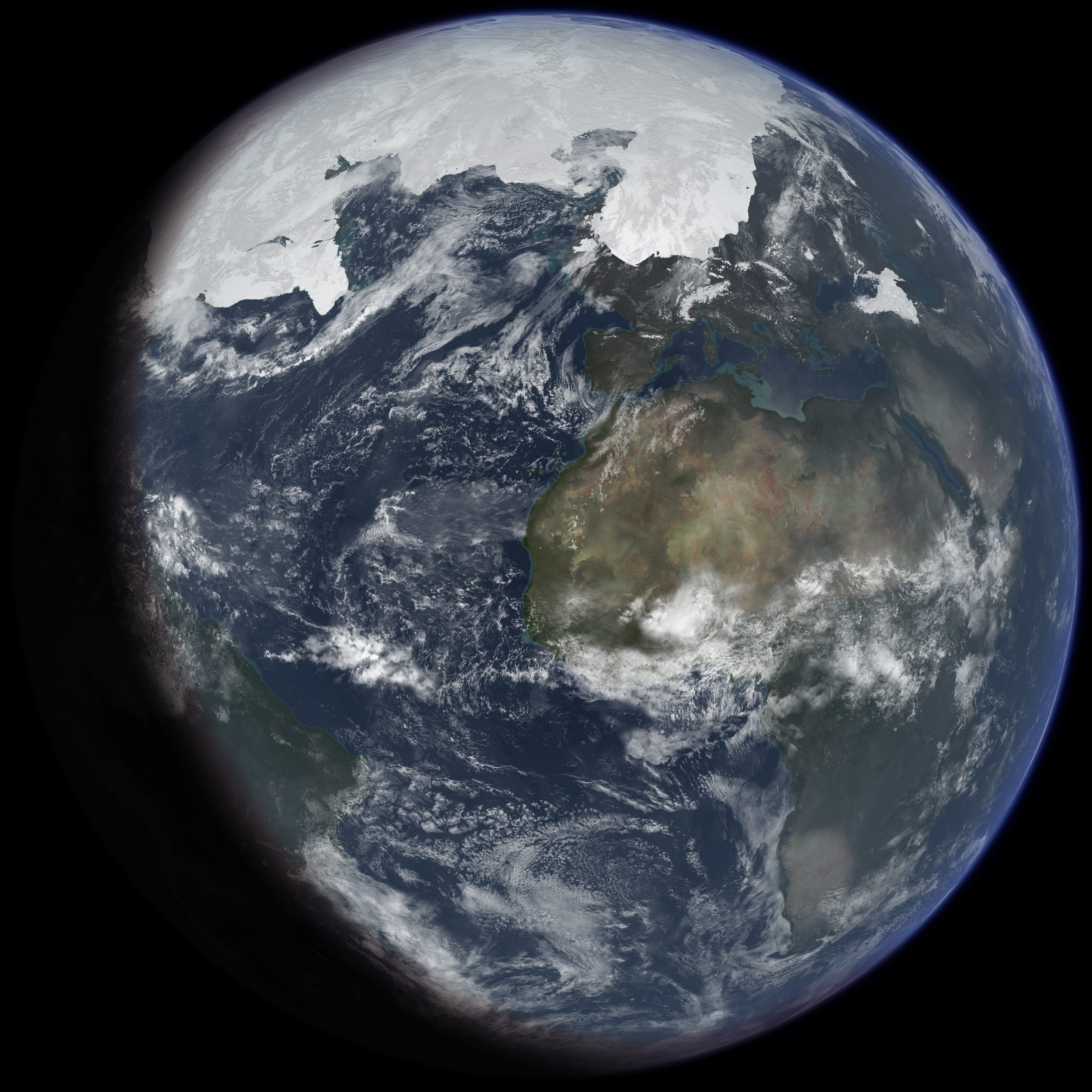
Minh họa về quy mô tối đa của băng hà trên Trái Đất.

Trong lịch sử Trái Đất đã xảy ra những kỷ băng hà mang tính chu kỳ, trong đó các khối băng bao phủ những khu vực ở vĩ độ cao hơn của các lục địa. Nguyên nhân dẫn đến kỷ băng hà có thể là những thay đổi trong hải lưu cũng như khí hậu lục địa ẩm do hoạt động kiến tạo mảng gây ra. Học thuyết Milankovitch dự đoán rằng thời kỳ băng hà xảy ra trong các kỷ băng hà do nhiều yếu tố thiên văn kết hợp với hiệu ứng khí hậu nối tiếp. Các yếu tố thiên văn chủ yếu bao gồm độ lệch tâm quỹ đạo lớn hơn bình thường, độ nghiêng trục quay thấp và sự đồng nhất giữa hạ chí với cận điểm quỹ đạo. Mỗi yếu tố trên đều xảy ra theo chu kỳ. Chẳng hạn, độ lệch tâm quỹ đạo thay đổi theo các chu kỳ kéo dài khoảng 100.000 và 400.000 năm với mức chênh lệch từ dưới 0,01 đến 0,05, tức là quỹ đạo có độ dài bán trục nhỏ bằng 99,95-99,88% độ dài bán trục lớn.
Trái Đất đang trải qua kỷ băng hà Đệ tứ và cụ thể hơn là thời kỳ băng hà Holocen. Thời kỳ này được dự đoán là sẽ kết thúc trong 25.000 năm. Tuy nhiên, sự gia tăng trong lượng carbon dioxide được con người thải ra khí quyển có thể sẽ trì hoãn thời kỳ băng hà tiếp theo cho đến ít nhất là 50.000–130.000 năm nữa. Mặt khác, thời kỳ ấm lên toàn cầu hữu hạn (do việc sử dụng nhiên liệu hóa thạch được cho là sẽ chấm dứt vào năm 2200) có thể sẽ chỉ tác động đến thời kỳ băng hà trong khoảng 5.000 năm. Hay nói cách khác, sự ấm lên toàn cầu do việc thải khí nhà kính trong một vài thế kỷ chỉ có thể gây ra những tác động không đáng kể trong dài hạn.

### Độ nghiêng trục quay

Bướu thủy triều tác động một mô men lực lên Mặt Trăng, đẩy nhanh vận tốc của nó đồng thời làm Trái Đất tự quay chậm hơn (hình ảnh này không theo tỉ lệ)

Gia tốc thủy triều của Mặt Trăng khiến cho tốc độ tự quay của Trái Đất giảm đi và làm khoảng cách giữa hai vật thể tăng lên. Sự ma sát giữa lõi với lớp phủ và giữa bề mặt với khí quyển làm cho Trái Đất mất dần đi năng lượng tự quay. Trong vòng 250 triệu năm tới, các hiệu ứng này được dự đoán là sẽ làm ban ngày dài thêm 1,5 giờ và làm tăng độ nghiêng trục quay khoảng 0,5°. Đồng thời khoảng cách giữa Trái Đất và Mặt Trăng cũng tăng thêm khoảng 1,5 lần bán kính Trái Đất.
Sự tồn tại của Mặt Trăng có tác dụng giữ ổn định cho độ nghiêng trục quay của Trái Đất. Cụ thể; trục quay và mặt phẳng quỹ đạo của Trái Đất thay đổi theo thời gian và sự cộng hưởng giữa tuế sai của hai yếu tố này có thể khiến cho độ nghiêng trục quay biến động dữ dội, dẫn đến những thay đổi đột ngột trong khí hậu và khiến cho sự sống không thể tồn tại. Mặt Trăng làm tăng tốc độ tuế sai của trục quay Trái Đất và ngăn chặn điều đó xảy ra. Tuy nhiên, độ dài bán trục lớn của quỹ đạo Mặt Trăng sẽ tiếp tục tăng lên trong tương lai, khiến hiệu ứng này dần mất đi. Đến một thời điểm nào đó, sự nhiễu loạn có thể sẽ làm cho độ nghiêng trục quay của Trái Đất thay đổi một cách hỗn loạn và lệch tới 90° so với mặt phẳng quỹ đạo. Điều này được dự đoán là sẽ xảy ra trong 1,5-4,5 tỉ năm tới. Khi trục quay của Trái Đất nghiêng từ 54° trở lên, khu vực xích đạo sẽ bắt đầu nhận được ít bức xạ Mặt Trời hơn hai cực. Trái Đất có thể sẽ duy trì độ nghiêng trục quay 60° đến 90° trong những khoảng thời gian dài tới 10 triệu năm.

## Địa động lực học

Pangaea là siêu lục địa cuối cùng được hình thành trước thời điểm hiện tại.

Những sự kiện liên quan đến kiến tạo sẽ tiếp diễn trong tương lai và bề mặt Trái Đất sẽ dần được thay đổi do các quá trình nâng lên, ép trồi và xói mòn. Núi Vesuvius được cho là sẽ phun trào thêm 40 lần nữa trong vòng 1.000 năm tới. Cũng trong khoảng thời gian đó, khoảng từ 5 đến 7 trận động đất từ 8 độ Richter trở lên sẽ xảy ra dọc theo đứt gãy San Andreas, bên cạnh 50 trận động đất 9 độ Richter khác trên toàn thế giới. Núi lửa Mauna Loa cũng sẽ phun trào khoảng 200 lần, còn mạch nước phun Old Faithful có thể sẽ ngừng hoạt động. Thác Niagara sẽ tiếp tục bị xâm thực giật lùi đến thành phố Buffalo trong khoảng từ 30.000 đến 50.000 năm tới.
Trong 10.000 năm tới, độ sâu của Biển Baltic và Vịnh Hudson sẽ giảm lần lượt khoảng 90 m (300 ft) và 100 m (330 ft). Sau 100.000 năm, đảo Hawaii sẽ dịch chuyển khoảng 9 km (5,6 mi) theo hướng Tây Bắc. Đến thời điểm này, Trái Đất có khả năng sẽ bước vào một kỷ băng hà nữa.

### Sự trôi dạt lục địa
Thuyết kiến tạo mảng cho thấy các lục địa của Trái Đất đang di chuyển trên bề mặt hành tinh với tốc độ vài xentimét một năm. Điều này được cho là sẽ tiếp diễn, khiến cho các mảng kiến tạo thay đổi vị trí và va vào nhau. Sự trôi dạt lục địa được gây ra bởi hai yếu tố: quá trình sản sinh năng lượng phía bên trong Trái Đất và sự tồn tại của thủy quyển. Nếu một trong hai yếu tố này mất đi, các lục địa sẽ ngừng trôi dạt. Lượng nhiệt được sản sinh thông qua quá trình phóng xạ đủ để duy trì sự đối lưu manti và hút chìm mảng kiến tạo trong ít nhất là 1,1 tỉ năm tới.
Hiện tại, các lục địa Bắc và Nam Mỹ đang di chuyển về phía Tây khỏi châu Phi và châu Âu. Các nhà nghiên cứu đã đưa ra nhiều giả thuyết về việc điều này sẽ tiếp diễn như thế nào trong tương lai. Những mô hình địa động lực học này có một đặc trưng là sự hút chìm, trong đó vỏ đại dương di chuyển xuống bên dưới một lục địa. Trong mô hình hướng nội, Đại Tây Dương bị hút chìm còn Bắc và Nam Mỹ thì di chuyển ngược lại so với hiện tại. Còn trong mô hình hướng ngoại thì Thái Bình Dương bị hút chìm đồng thời Bắc và Nam Mỹ trôi dạt về phía Đông Á.
Khi địa động lực học được hiểu rõ hơn, những mô hình này sẽ được xem xét lại. Ví dụ như vào năm 2008, mô phỏng trên máy tính đã dự đoán rằng một sự thay đổi trong đối lưu manti sẽ xảy ra trong vòng 100 triệu năm tới, hình thành nên một siêu lục địa bao gồm châu Phi, Âu-Á, châu Úc, châu Nam Cực và Nam Mỹ xung quanh châu Nam Cực.
Dù kết quả của sự di chuyển các lục địa có như thế nào đi chăng nữa, quá trình hút chìm liên tục sẽ khiến nước bị đưa xuống lớp phủ. Một mô hình địa vật lý học ước tính rằng một tỉ năm sau, 27% khối lượng đại dương hiện tại sẽ bị hút chìm. Nếu quá trình này tiếp diễn mà không được điều chỉnh, sự hút chìm và giải phóng sẽ đạt tới điểm cân bằng sau khi 65% khối lượng đại dương hiện tại đã bị hút chìm.

#### Mô hình hướng nội

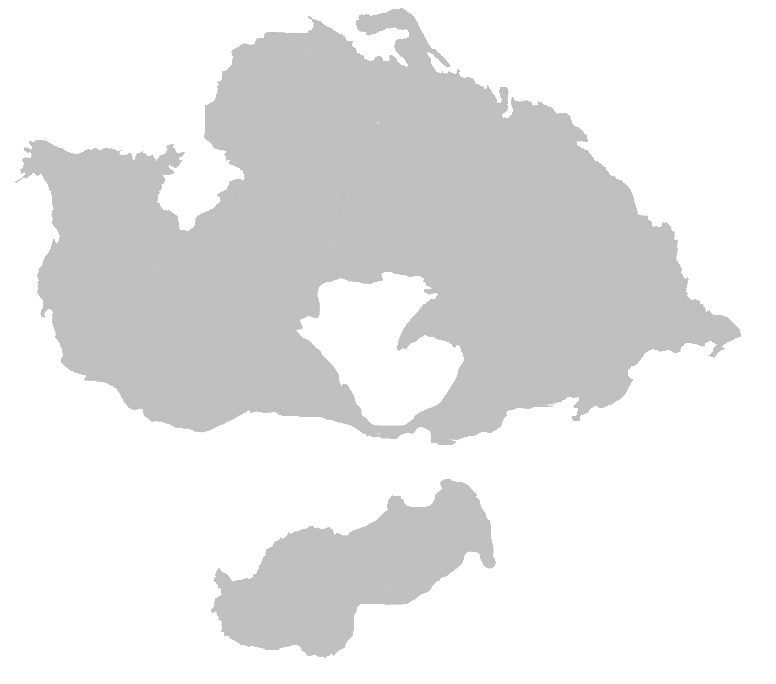
Pangaea Ultima, một trong ba mô hình về một siêu lục địa sẽ hình thành trong tương lai

Trong mô hình hướng nội, các lục địa tách ra từ Pangaea đang dịch chuyển lại gần nhau để hình thành nên một siêu lục địa mới ở vị trí cũ. Nhà địa chất học Christopher Scotese và đồng nghiệp đã dự đoán và lập bản đồ hướng dịch chuyển của các lục địa trong vài trăm triệu năm tới, một phần của Dự án Paleomap. Trong dự đoán của họ, sau 50 triệu năm nữa Địa Trung Hải có thể sẽ biến mất, châu Âu và châu Phi sẽ va chạm và tạo ra một dãy núi kéo dài tới vị trí hiện tại của vịnh Ba Tư, Australia sẽ hợp nhất với Indonesia và Baja California sẽ trượt theo đường bờ biển về phía Bắc. Những khu vực hút chìm mới có thể sẽ xuất hiện ngoài bờ Đông của Bắc và Nam Mỹ, đồng thời nhiều rặng núi sẽ hình thành dọc theo đường bờ biển đó. Ở phía Nam, sự di chuyển của châu Nam Cực về phía Bắc sẽ khiến cho tất cả các khối băng của nó tan chảy. Cùng với sự tan chảy của các khối băng Greenland, điều này sẽ làm tăng mực nước biển trung bình lên thêm 90 m (300 ft), khiến các lục địa bị ngập nước và dẫn đến những thay đổi về khí hậu.
Sau 100 triệu năm, các lục địa sẽ trải rộng hết mức có thể và bắt đầu hợp nhất. Trong 250 triệu năm nữa, Bắc Mỹ sẽ va chạm với châu Phi, còn Nam Mỹ thì bao quanh điểm cực Nam của châu Phi. Kết quả là một siêu lục địa mới được tạo thành (thường được gọi là Pangaea Ultima) và Thái Bình Dương sẽ trải dài trên một nửa bề mặt Trái Đất. Châu Nam Cực sẽ di chuyển theo hướng ngược lại và trở về cực Nam.

#### Mô hình hướng ngoại
Trong mô hình hướng ngoại, các lục địa vẫn đang dịch chuyển ra xa khỏi vị trí ban đầu và sẽ hợp nhất với nhau ở bên kia bề mặt Trái Đất. Người đầu tiên tiến hành ngoại suy hướng dịch chuyển hiện tại của các lục địa là nhà địa chất học Paul F. Hoffman của đại học Harvard. Năm 1992, Hoffman dự đoán rằng Bắc và Nam Mỹ sẽ tiếp tục di chuyển ngang qua Thái Bình Dương vòng quanh Siberia, cho đến khi hợp nhất với châu Á. Ông đặt tên cho siêu lục địa được tạo thành là Amasia. Sau đó vào những năm 1990, Roy Livermore cũng đã đưa ra một kịch bản tương tự. Ông dự đoán rằng châu Nam Cực sẽ dịch chuyển về phía Bắc, còn Đông Phi và Madagascar sẽ trôi dạt ngang qua Ấn Độ Dương và va chạm với châu Á.
Thái Bình Dương sẽ bị khép kín hoàn toàn trong vòng khoảng 350 triệu năm. Việc này đánh dấu sự hoàn thành của chu kỳ siêu lục địa đang diễn ra, trong đó các lục địa tách rời nhau rồi lại kết hợp lại trong mỗi 400-500 triệu năm. Một khi siêu lục địa mới được hình thành, hoạt động kiến tạo mảng có thể sẽ tạm ngừng. Giai đoạn ổn định này có khả năng khiến cho nhiệt độ của lớp phủ Trái Đất tăng thêm 30–100 °C (54–180 °F) mỗi 100 triệu năm, bằng tuổi thọ tối thiểu của các siêu lục địa trong quá khứ. Kết quả là hoạt động núi lửa có thể sẽ mạnh lên.

#### Siêu lục địa
Sự hình thành một siêu lục địa có thể gây ảnh hưởng rất lớn tới môi trường. Sự va chạm giữa các mảng kiến tạo sẽ tạo ra những núi mới, từ đó làm thay đổi thời tiết. Mực nước biển có khả năng sẽ hạ thấp do băng hà gia tăng. Tốc độ phong hóa trên bề mặt có thể tăng lên, làm cho vật chất hữu cơ bị chôn vùi một cách nhanh chóng theo. Siêu lục địa có thể hạ thấp nhiệt độ toàn cầu đồng thời làm tăng hàm lượng oxy trong khí quyển. Điều đó ảnh hưởng tới khí hậu và lại tiếp tục làm giảm nhiệt độ. Tất cả những thay đổi này có thể khiến sự tiến hóa xảy ra nhanh hơn khi các tổ sinh thái mới xuất hiện.
Siêu lục địa cũng sẽ cách ly lớp phủ của Trái Đất, khiến dòng nhiệt tập trung lại và dẫn đến hoạt động núi lửa có khả năng làm nhiều khu vực rộng lớn tràn ngập bazan. Nứt gãy sẽ xuất hiện và các lục địa sẽ lại tách rời nhau một lần nữa. Khi đó Trái Đất có thể sẽ trải qua một thời kỳ ấm lên, tương tự như trong kỷ Creta.

### Sự đông đặc của lõi ngoài
Vùng lõi giàu sắt của Trái Đất được chia thành hai phần, phần lõi trong rắn với bán kính 1.220 km (760 mi) và phần lõi ngoài lỏng với bán kính 3.480 km (2.160 mi). Sự tự quay của Trái Đất gây ra các dòng xoáy đối lưu tại vùng lõi ngoài và làm nó hoạt động như một đinamô từ tính. Việc này tạo ra một từ quyển xung quanh Trái Đất với khả năng làm chệch hướng gió Mặt Trời và bảo vệ khí quyển Trái Đất khỏi bị bào mòn. Khi nhiệt từ phần lõi di chuyển ra ngoài đến lớp phủ, ranh giới giữa hai lớp lõi sẽ đông đặc hay nói cách khác là phần lõi trong sẽ mở rộng ra. Quá trình đông đặc sắt này đã và đang diễn ra được một tỉ năm. Hiện nay bán kính phần lõi trong đang mở rộng ra trung bình khoảng 0,5 mm (0,02 in) mỗi năm. Phần lớn năng lượng cần cho hoạt động của đinamô từ tính được quá trình này cung cấp.
Hầu hết phần lõi ngoài được dự đoán là sẽ đông đặc trong khoảng 3-4 tỉ năm nữa, tạo thành một phần lõi gần như hoàn toàn đặc làm bằng sắt và các nguyên tố nặng khác. Lớp phủ bên ngoài ở dạng lỏng còn lại chủ yếu bao gồm các nguyên tố nhẹ ít trộn lẫn với nhau. Tuy nhiên, nếu ở thời điểm nào đó hoạt động kiến tạo mạng chấm dứt, vật chất bên trong Trái Đất sẽ nguội đi một cách chậm hơn, khiến phần lõi trong ngừng mở rộng. Nhưng dù trong trường hợp nào, Trái Đất cũng sẽ mất đi đinamô từ tính. Khi đó từ trường Trái Đất sẽ dần tan rã trong vòng 10.000 năm, một khoảng thời gian ngắn về mặt địa chất. Không còn được từ quyển bảo vệ, các nguyên tố nhẹ trong khí quyển, đặc biệt là hydro, sẽ thoát ra ngoài không gian một cách nhanh hơn, dẫn đến những thay đổi tiêu cực trong điều kiện sống trên Trái Đất.

## Sự tiến hóa của Mặt Trời

Sự tiến hóa về độ sáng, bán kính và nhiệt độ của Mặt Trời so với hiện tại

Mặt Trời tạo ra năng lượng bằng cách tổng hợp hạt nhân hydro thành heli. Việc này xảy ra trong vùng lõi của nó nhờ hiệu ứng dây chuyền proton-proton. Do trong lõi Mặt Trời không có đối lưu, heli tập trung lại ở đó chứ không được phân bố ra toàn bộ ngôi sao. Nhiệt độ ở đó lại không đủ cao để tổng hợp hạt nhân các nguyên tử heli bằng quá trình ba hạt anpha, nên chúng không thể tạo ra lượng năng lượng cần thiết để duy trì cân bằng thủy tĩnh cho Mặt Trời.
Hiện tại, gần một nửa lượng hydro ở lõi Mặt Trời đã được đốt cháy hết, với số nguyên tử còn lại hầu hết là heli. Khi tỉ lệ các nguyên tử hydro trên một đơn vị khối lượng giảm đi, lượng năng lượng được mà quá trình tổng hợp hạt nhân sản xuất ra cũng giảm theo. Điều này khiến áp suất chống đỡ giảm đi, làm cho lõi Mặt Trời co lại và mật độ vật chất và nhiệt độ ở đây tăng lên cho tới khi áp suất trở lại cân bằng với các lớp bên ngoài. Sự gia tăng nhiệt độ khiến lượng hydro còn lại được tổng hợp hạt nhất một cách nhanh chóng hơn, từ đó tạo ra đủ năng lượng để duy trì cân bằng thủy tĩnh.
Kết quả của quá trình này là Mặt Trời sẽ ngày càng sản xuất ra nhiều năng lượng hơn. Khi Mặt Trời vừa mới bước vào tiến trình chính, độ sáng của nó chỉ bằng 70% giá trị hiện tại và tăng 1% mỗi 110 triệu năm. Tương tự như vậy, trong 3 tỉ năm tới Mặt Trời được cho là sẽ sáng hơn 33%. Nhiên liệu hydro trong lõi của Mặt Trời sẽ cạn kiệt sau 4,8 tỉ năm tới, khi đó nó sẽ sáng hơn hiện tại 67%. Sau đó nó sẽ tiếp tục đốt cháy hydro trong một lớp vỏ bao quanh phần lõi của mình cho đến khi đạt độ sáng bằng 121% hiện tại. Lúc này Mặt Trời đã kết thúc tiến trình chính, bước sang giai đoạn sao bán khổng lồ (subgiant) và bắt đầu tiến hóa thành sao khổng lồ đỏ (red giant).
Tại thời điểm này, rất có thể vụ va chạm giữa thiên hà Tiên Nữ và Ngân Hà đang diễn ra. Mặc dù sự kiện này có thể khiến hệ Mặt Trời bị văng ra khỏi thiên hà mới được tạo ra, rất ít khả năng Mặt Trời và các hành tinh của mình bị ảnh hưởng tiêu cực.

### Tác động lên khí hậu

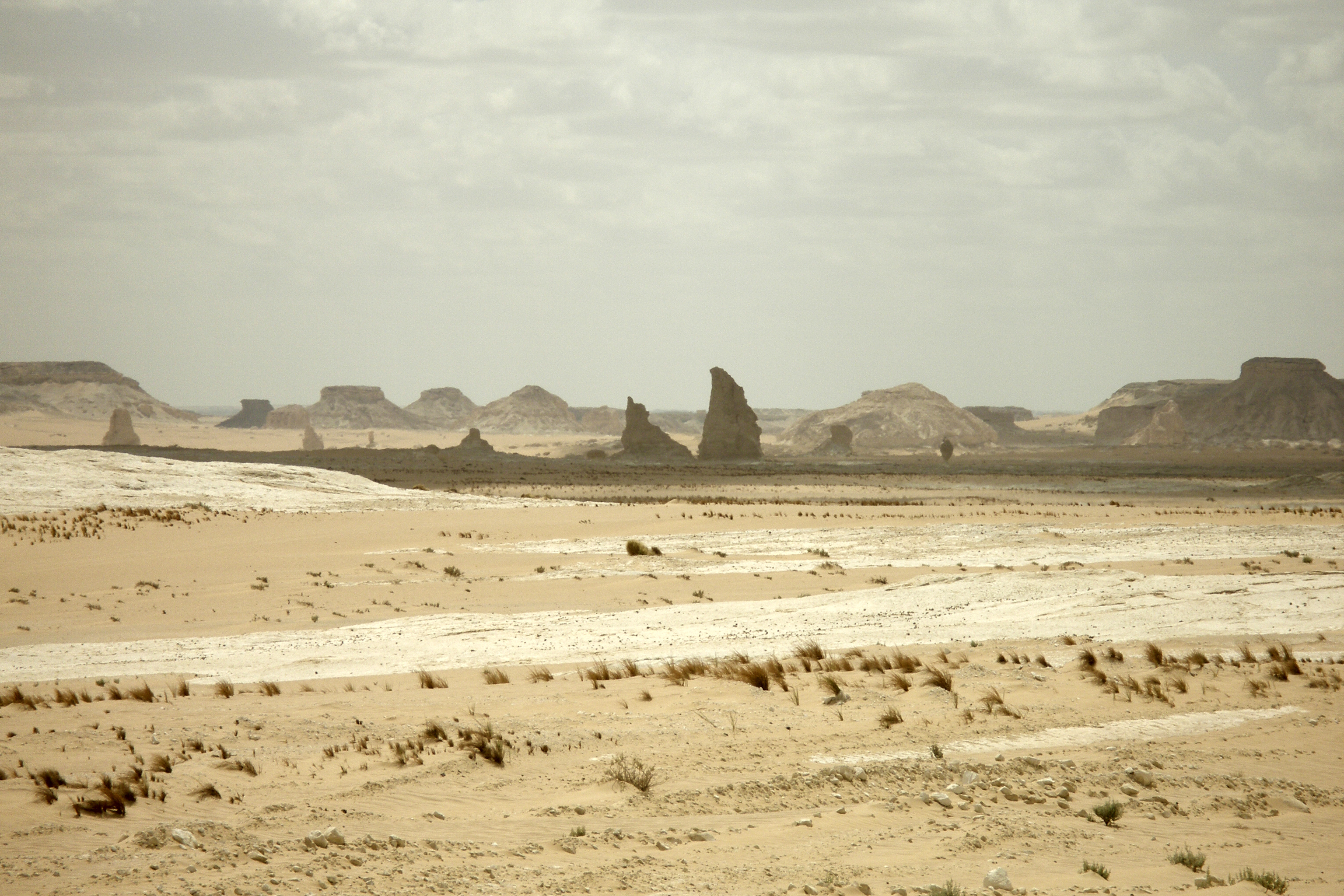
Trong tương lai xa, nhiều khả năng phần lớn đất đai trên Trái Đất sẽ trở thành một hoang mạc khô cằn, giống như địa điểm này ở Công viên quốc gia White Desert, Ai Cập.

Quá trình phong hóa các khoáng vật silicat sẽ diễn ra nhanh hơn. Theo đó lượng carbon dioxide sẽ giảm đi, do những quá trình đó chuyển hóa carbon dioxide thành các carbonat. Trong vòng 600 triệu năm tới, mật độ CO
2 sẽ giảm quá ngưỡng cần thiết để duy trì quá trình quang hợp của thực vật C3 (khoảng 50 phần triệu). Lúc này, cây cối và các khu rừng hiện nay sẽ không thể tiếp tục tồn tại chỉ còn thông thường xanh có khả năng sống sót. Tuy nhiên, thực vật C4 có thể tiếp tục quang hợp ở mật độ CO
2 thấp hơn nhiều (trên 10 phần triệu), nhờ đó có khả năng tồn tại trong ít nhất 0,8 là tỉ năm và nhiều nhất là 1,2 tỉ năm tới. Sau đó nhiệt độ tăng cao sẽ khiến sinh quyển không thể sống sót. Hiện nay, thực vật C4, điển hình là 50% tổng số loài thuộc họ Cỏ và nhiều loài khác thuộc họ Dền, chiếm khoảng 5% sinh khối thực vật và 1% tổng số loài thực vật được biết đến.
Khi đã giảm xuống tới ngưỡng không thể duy trì quang hợp, hàm lượng CO2 sẽ bắt đầu dao động lên và xuống. Điều này cho phép thực vật trên cạn sinh sôi mỗi khi mức CO2 tăng lên. Nhưng trong dài hạn toàn bộ thực vật vẫn sẽ tuyệt chủng. Một số vi sinh vật có khả năng quang hợp ở hàm lượng CO2 thấp tới vài phần triệu, nên những dạng sống này có thể sẽ tiếp tục tồn tại cho tới khi nhiệt độ trở nên quá cao. Thực vật—và theo đó là động vật—cũng có thể sống sót lâu hơn bằng cách tiến hóa. Một số chiến lược bao gồm giảm lượng CO2 cần thiết cho quang hợp, chuyển sang ăn thịt, thích nghi với sự khô hạn, và cộng sinh với nấm. Những sự thích nghi như vậy nhiều khả năng sẽ diễn ra khi hiệu ứng nhà kính ẩm bắt đầu.
Do sự tuyệt chủng của thực vật, khí quyển Trái Đất cũng sẽ không còn oxy và theo đó là ozon. Điều này nghĩa là sự sống ngày càng ít được bảo vệ khỏi tia cực tím và sẽ dần bị tuyệt diệt. Các loài động vật đầu tiên biến mất là động vật có vú lớn, tiếp đó là động vật có vú nhỏ, chim, động vật thân mềm và cá lớn, bò sát và cá nhỏ, và cuối cùng là động vật không xương sống.
Trong cuốn sách The Life and Death of Planet Earth của mình, các tác giả Peter D. Ward và Donald Brownlee cho rằng một số dạng sống sẽ tiếp tục tồn tại ngay cả khi hầu hết thực vật trên Trái Đất đã biến mất. Bằng những chứng cứ hóa thạch được tìm thấy ở Burgess Shale, Ward và Brownlee đã xác định tình trạng khí hậu trong thời kì bùng nổ kỷ Cambri, từ đó dự đoán sự thay đổi khí hậu trong tương lai khi độ nóng của Mặt Trời ngày càng cao và hàm lượng oxy trong khí quyển ngày càng giảm khiến nhiệt độ toàn cầu tăng lên, cuối cùng dẫn đến sự tuyệt chủng của động vật. Họ cũng so sánh sự gia tăng rồi lại giảm đi của đa dạng sinh học với đường bay của một quả đại bác: lên cao đến hiện tại rồi rơi xuống về phía tương lai. Ban đầu, họ công nhận rằng một số loài côn trùng, bò sát, chim và động vật có vú nhỏ cũng như các sinh vật biển có thể sẽ sống sót. Tuy nhiên, họ cho rằng nếu không có oxy do thực vật cung cấp, chúng sẽ chết vì ngạt thở trong vòng vài triệu năm. Và cho dù trong khí quyển vẫn còn đủ oxy nhờ một dạng quang hợp nào đó, nhiệt độ toàn cầu ngày càng tăng vẫn sẽ làm giảm đi sự đa dạng sinh học. Các dạng sống động vật cuối cùng sẽ bị đẩy về hai cực và thậm chí là xuống dưới mặt đất. Chúng sẽ hoạt động chủ yếu vào ban đêm và tránh nóng vào ban ngày. Hầu hết bề mặt Trái Đất sẽ trở thành những hoang mạc cằn cỗi và sự sống tập trung chủ yếu trong lòng các đại dương. Tuy nhiên, khi lượng nước hữu cơ đổ từ đất liền vào các đại dương cũng như hàm lượng oxy trong nước biển ngày càng giảm đi, sự sống ở đây cũng sẽ biến mất theo cách tương tự như những gì đã xảy ra trên cạn, và động vật không xương sống, đặc biệt là những loài không phụ thuộc vào thực vật như mối và giun ống khổng lồ sinh sống gần các miệng phun thủy nhiệt, là những loài động vật cuối cùng. Kết cục là các dạng sống đa bào có khả năng sẽ tuyệt chủng trong vòng 800 triệu năm, sau đó là các sinh vật nhân chuẩn trong vòng 1,3 tỉ năm và chỉ còn lại các sinh vật nhân sơ.

### Sự khô cạn của các đại dương

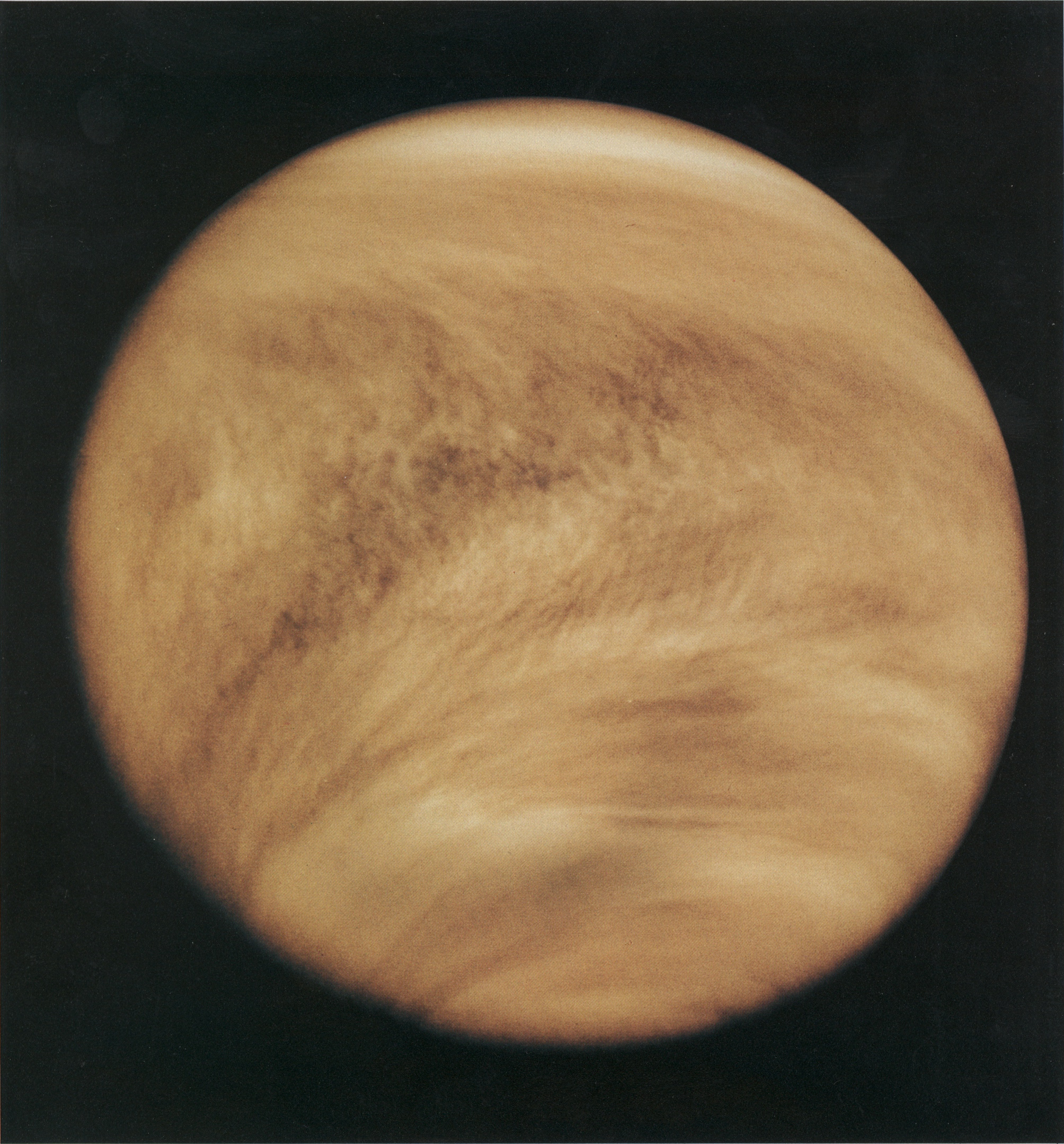
Khí quyển của Sao Kim đang ở trong tình trạng "siêu nhà kính"

Trong 1 tỉ năm tới, khoảng 27% lượng nước trong các đại dương sẽ bị hút chìm xuống lớp phủ của Trái Đất. Nếu không có sự can thiệp nào, tại điểm cân bằng của quá trình này trữ lượng nước trên bề mặt Trái Đất sẽ chỉ còn 65% so với hiện tại. Một khi độ sáng của Mặt Trời cao hơn 10% so với hiện tại, nhiệt độ bề mặt trung bình toàn cầu sẽ đạt 320 K (47 °C). Điều này khiến cho hiệu ứng nhà kính trong khí quyển Trái Đất không ngừng gia tăng và nước trên các đại dương sẽ dần bốc hơi hết. Các mô hình về môi trường trên Trái Đất trong tương lai cho thấy tầng bình lưu sẽ chứa ngày càng nhiều phân tử nước hơn. Các phân tử này bị tia tử ngoại của Mặt Trời quang ly và giải thoát khí hydro ra khỏi khí quyển. Cuối cùng Trái Đất sẽ không còn nước biển trong vòng 1,1 tỉ năm tới.
Viễn cảnh này có hai phiên bản: trong trường hợp nước biển bay hơi rất nhanh, hơi nước sẽ chiếm phần lớn tầng đối lưu và bắt đầu tích tụ ở tầng bình lưu. Ngược lại, nếu nước biển bay hơi quá chậm, hơi nước sẽ trở thành thành phần chính của khí quyển và nhiệt độ bề mặt Trái Đất nhanh chóng tăng lên đến 900 °C (1.650 °F) làm cho toàn bộ bề mặt tan chảy và hủy diệt mọi sự sống. Trên bề mặt Trái Đất không có đại dương này vẫn sẽ có những hồ nước được hình thành nên nhờ sự giải phóng nước từ lớp vỏ và lớp phủ, nơi được ước tính là chứa trữ lượng nước nhiều gấp một vài lần lượng nước trên bề mặt hiện nay. Ở hai cực có thể vẫn có nước và mưa, nhưng về tổng thể Trái Đất sẽ trở thành một hoang mạc cằn cỗi với những đụn cát ở khu vực xích đạo và một vài cánh đồng muối tại những vị trí trước đây từng là các đại dương, tương tự như ở hoang mạc Atacama, Chilê, khiến cho hành tinh trông giống như vệ tinh Titan của Sao Thổ. Ngay cả trong những môi trường khô cằn như vậy vẫn sẽ có một số vi sinh vật mà là phần lớn là vi sinh vật ưa mặn, và thậm chí là dạng sống đa bào có khả năng sống sót.. Mặc dù vậy, điều kiện sống ngày càng khắc nghiệt nhiều khả năng sẽ làm cho động vật nhân sơ tuyệt chủng từ 1,6 đến 2,8 tỉ năm nữa Tuy nhiên sự sống dưới lòng đất có thể sẽ sống sót lâu hơn. Điều gì xảy ra tiếp theo phụ thuộc vào cường độ của hoạt động kiến tạo mảng. Nếu sự phun trào núi lửa duy trì liên tục việc giải phóng carbon, khí quyển sẽ bước vào trạng thái "siêu nhà kính" như những gì đang xảy ra với Sao Kim. Nhưng nếu nước không còn tồn tại trên bề mặt Trái Đất, hoạt động kiến tạo mảng sẽ dừng lại khiến cho phần lớn carbon bị chôn vùi cho đến khi Mặt Trời trở thành một ngôi sao không lồ đỏ và đủ sáng để đốt nóng lớp đá tới mức giải phóng carbon.
Sự mất đi các đại dương có thể được đẩy lùi tới hai tỉ năm sau nếu tổng áp suất khí quyển giảm xuống. Áp suất khí quyển thấp sẽ làm giảm hiệu ứng nhà kính, từ đó hạ thấp nhiệt độ bề mặt của Trái Đất. Điều này sẽ xảy ra nếu các quá trình tự nhiên làm giảm lượng khí nitơ trong khí quyển. Các nghiên cứu trên các trầm tích hữu cơ đã chỉ ra rằng ít nhất 100 kilôpascal (0,99 atm) khí nitơ đã bị loại bỏ khỏi khí quyển trong suốt 4 tỉ năm qua; đủ để làm tăng gấp đôi áp suất khí quyển hiện tại. Tốc độ giảm này đủ để bù lại tác động của sự gia tăng độ sáng Mặt Trời trong vòng 2 tỉ năm tới. Sau thời điểm đó, trừ khi nước không còn tồn tại trên bề mặt Trái Đất và hành tinh sẽ không thay đổi gì cho tới khi Mặt Trời bước vào giai đoạn sao khổng lồ đỏ, hàm lượng nước ở phía dưới khí quyển sẽ lên tới 40% và hiệu ứng nhà kính ẩm sẽ bắt đầu diễn ra khi Mặt Trời đạt độ sáng cao hơn 35-40% so với hiện tại. Khí quyển Trái Đất sẽ nóng lên và nhiệt độ bề mặt tăng đủ cao để làm tan chảy lớp đá bề mặt. Tuy nhiên, phần lớn khí quyển sẽ tiếp tục tồn tại cho tới khi Mặt Trời bước vào giai đoạn sao khổng lồ đỏ.

### Giai đoạn sao khổng lồ đỏ

Kích cỡ hiện tại của Mặt Trời so với kích cỡ ước đoán của nó ở giai đoạn sao khổng lồ đỏ.

Một khi Mặt Trời ngừng đốt cháy hydro trong lõi của mình và chuyển sang đốt cháy hydro xung quanh lớp vỏ, lõi của nó sẽ bắt đầu thu nhỏ lại trong khi lớp ngoài cùng thì giãn nở ra. Độ sáng của nó sẽ tăng dần trong một tỉ năm tiếp theo cho đến khi đạt 2.730 lần độ sáng hiện tại. Trong giai đoạn này Mặt Trời sẽ mất khối lượng một cách nhanh chóng, với khoảng 33% tổng khối lượng mất đi theo gió Mặt Trời. Điều này khiến quỹ đạo của các hành tinh mở rộng, mà trong trường hợp của Trái Đất là tối đa 150% giá trị hiện tại.
Sự giãn nở của Mặt Trời xảy ra nhanh nhất khi nó ở độ tuổi khoảng 12 tỉ năm. Nhiều khả năng nó sẽ đạt bán kính 1,2 AU (180.000.000 km), đủ để nuốt chửng Sao Thủy và Sao Kim. Sự tương tác với Nhật quyển sẽ làm giảm bán kính quỹ đạo của Trái Đất. Điều này có tác động ngược lại ảnh hưởng của việc Mặt Trời giảm khối lượng làm tăng bán kính quỹ đạo các hành tinh, và Trái Đất sẽ có thể bị va chạm Mặt Trời. Sự bào mòn và bay hơi xảy ra khi Trái Đất tiến gần đến Mặt Trời sẽ phá hủy lớp vỏ và lớp phủ của nó, và cuối cùng là toàn bộ hành tinh sau đó nhiều nhất là 200 năm. Di sản duy nhất của Trái Đất là sự gia tăng không đáng kể (0,01%) trong độ kim loại của Mặt Trời.§IIC
Trước khi việc đó xảy ra, Trái Đất đã mất đi hầu hết khí quyển và bề mặt của nó sẽ trở thành một đại dương nham thạch với những lục địa kim loại và oxide kim loại cũng như những tảng "băng trôi" làm bằng vật liệu chịu lửa. Lúc này nhiệt độ bề mặt Trái Đất đạt tới hơn 2.400 K (2.130 °C).
Ảnh hưởng của Nhật quyển có thể sẽ làm giảm bán kính quỹ đạo của Mặt Trăng. Một khi quỹ đạo Mặt Trăng chỉ còn cách Trái Đất 18.470 km (11.480 mi) và vượt quá giới hạn Roche, tương tác thủy triều sẽ phá hủy Mặt Trăng và biến nó thành một hệ thống vành đai. Sau đó bán kính của vành đai này lại tiếp tục giảm cho đến khi các mảnh vụn va chạm với Trái Đất. Do đó, ngay cả khi Trái Đất không bị Mặt trời nuốt chửng, hành tinh này có thể sống sót mà không có mặt trăng.
Trong một kịch bản khác, Trái Đất bằng cách nào đó sẽ thoát khỏi việc bị Mặt Trời nuốt chửng, nhưng sự bay hơi và bào mòn được nhắc đến ở trên vẫn sẽ lột bỏ cả lớp vỏ lẫn lớp phủ của nó và chỉ để lại phần lõi.

### Sau giai đoạn sao khổng lồ đỏ

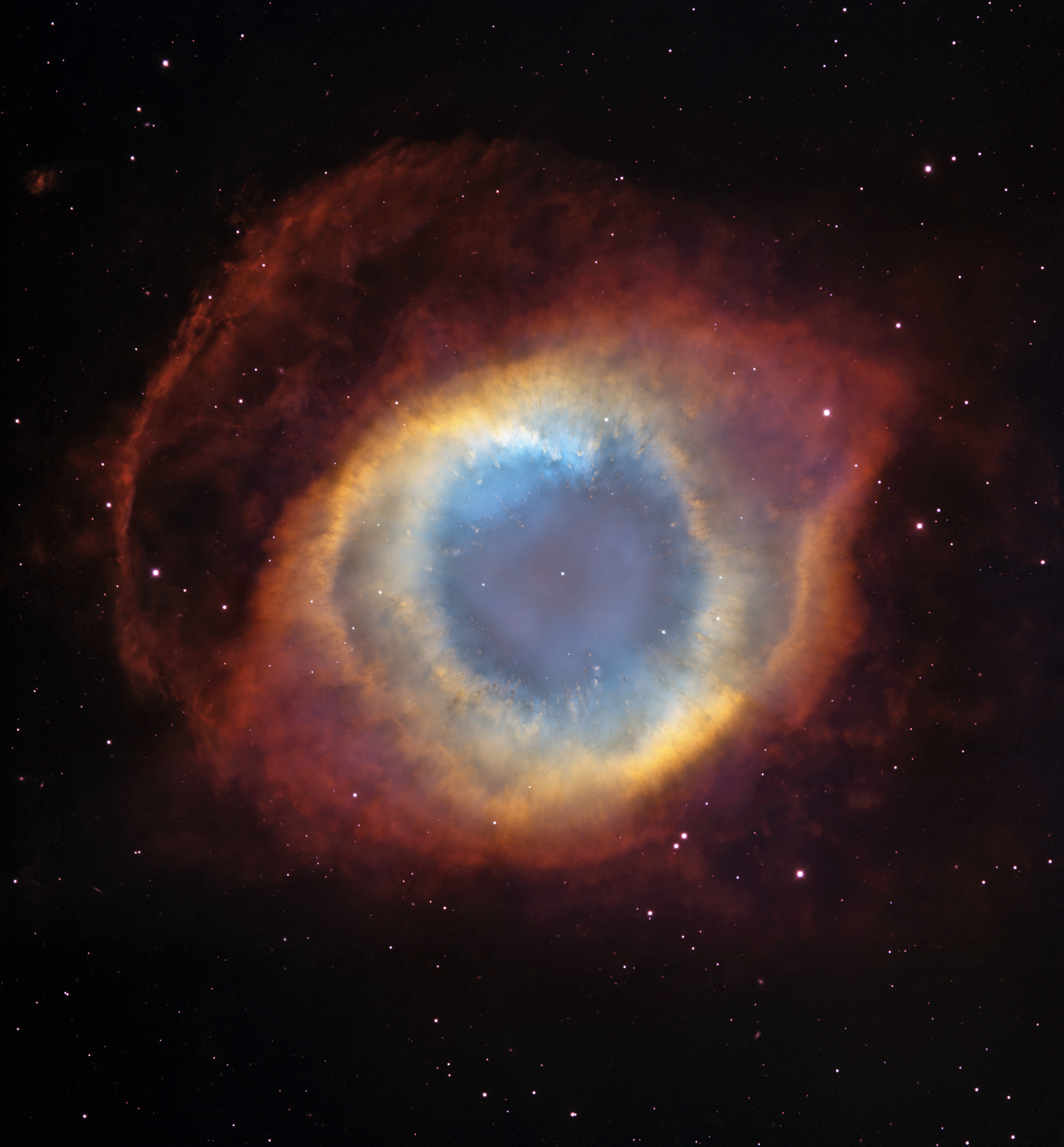
Tinh vân Chiếc Nhẫn, một tinh vân hành tinh tương tự như thứ mà Mặt Trời sẽ tạo ra trong 8 tỉ năm tới.

Sau khi tổng hợp hết heli trong lõi của mình thành carbon, Mặt Trời sẽ bắt đầu suy sụp và trở thành sao lùn trắng. Những hành tinh còn tồn tại sau quá trình này sẽ tiếp tục quay quanh nó nhưng nhận được ít bức xạ nhiệt hơn và trở thành những vật thể lạnh lẽo. Sau mỗi 30 nghìn tỉ năm, Mặt Trời sẽ lại gần một ngôi sao khác, khiến cho quỹ đạo của các hành tinh quay xung quanh chúng bị nhiễu loạn và thậm chí có khả năng làm chúng văng hoàn toàn ra khỏi hệ hành tinh.
Hiện tại, Mặt Trăng đang di chuyển khỏi Trái Đất với tốc độ khoảng 4 cm (1,5 inch) mỗi năm. Trong 50 tỉ năm nữa, nếu Trái Đất và Mặt Trăng không bị Mặt Trời hủy diệt thì hai hành tinh này sẽ bị khóa thủy triều vào một quỹ đạo lớn và ổn định, với chỉ một mặt của hành tinh này hướng về hành tinh còn lại. Sau đó, tác động thủy triều của Mặt Trời sẽ tách mô men động lượng ra khỏi hệ thống, làm phân rã quỹ đạo của Mặt Trăng và tăng tốc độ tự quay của Trái Đất. Ước tính khoảng 65 tỉ năm nữa, Mặt Trăng có thể va chạm với Trái Đất do phần năng lượng còn lại của hệ thống Trái Đất–Mặt Trăng bị tàn dư Mặt Trời làm mất đi, dẫn đến Mặt Trăng di chuyển chậm hướng về phía Trái Đất.
Trong thời gian 1019 (10 tỉ tỉ) năm nữa các hành tinh còn lại của hệ Mặt Trời sẽ bị đẩy ra khỏi hệ thống do sự nhiễu loạn. Nếu Trái Đất không bị phá hủy bởi Mặt Trời ở trạng thái sao khổng lồ đỏ đang giãn nở và không bị đẩy ra khỏi hệ Mặt Trời, kết cục sau cùng của hành tinh sẽ là sự va chạm với Mặt Trời ở dạng sao lùn đen do quỹ đạo của hành tinh bị phân rã qua bức xạ hấp dẫn, trong 1020 (100 tỉ tỉ) năm tới.

### Danh mục tài liệu
- Adams, Fred C. (2008), "Long term astrophysical processes", trong Bostrom, Nick; Ćirković, Milan M. (biên tập), Global catastrophic risks, Oxford University Press, ISBN 0-19-857050-3.
- Brownlee, Donald E. (2010), "Planetary habitability on astronomical time scales", trong Schrijver, Carolus J.; Siscoe, George L. (biên tập), Heliophysics: Evolving Solar Activity and the Climates of Space and Earth, Cambridge University Press, ISBN 0-521-11294-X.
- Calkin, P. E.; Young, G. M. (1996), Menzies, John (biên tập), "Past glacial environments: sediments, forms, and techniques | [Global glaciation chronologies and causes of glaciation]", Glacial environments, quyển 2, Butterworth-Heinemann, ISBN 0-7506-2352-7.
- Cowie, Jonathan (2007), Climate change: biological and human aspects, Cambridge University Press, ISBN 0-521-69619-4.
- Fishbaugh, Kathryn E.; Des Marais, David J.; Korablev, Oleg; Raulin, François; Lognonné, Phillipe (2007), Geology and habitability of terrestrial planets, Space Sciences Series of Issi, quyển 24, Springer, ISBN 0-387-74287-5.
- Gonzalez, Guillermo; Richards, Jay Wesley (2004), The privileged planet: how our place in the cosmos is designed for discovery, Regnery Publishing, ISBN 0-89526-065-4.
- Hanslmeier, Arnold (2009), "Habitability and cosmic catastrophes", Advances in Astrobiology and Biogeophysics, Springer, ISBN 3-540-76944-7.
- Hoffman, Paul F. (1992), "Supercontinents", Encyclopedia of Earth System Sciences, Academic press, Inc, ISBN 0-122-26719-2.
- Lunine, Jonathan Irving; Lunine, Cynthia J. (1999), Earth: evolution of a habitable world, Cambridge University Press, ISBN 0-521-64423-2.
- Meadows, Arthur Jack (2007), The future of the universe, Springer, ISBN 1-85233-946-2.
- Nield, Ted (2007), Supercontinent: ten billion years in the life of our planet, Harvard University Press, ISBN 0-674-02659-4.
- Myers, Norman (2000), "The Meaning of Biodiversity Loss", trong Raven, Peter H.; Williams, Tania (biên tập), Nature and human society: the quest for a sustainable world: proceedings of the 1997 Forum on Biodiversity, National Academies, tr. 63–70, ISBN 0-309-06555-0.
- Palmer, Douglas (2003), Prehistoric past revealed: the four billion year history of life on Earth, University of California Press, ISBN 0-520-24105-3.
- Reaka-Kudla, Marjorie L.; Wilson, Don E.; Wilson, Edward O. (1997), Biodiversity 2 (ấn bản thứ 2), Joseph Henry Press, ISBN 0-309-05584-9.
- Roberts, Neil (1998), The Holocene: an environmental history (ấn bản thứ 2), Wiley-Blackwell, ISBN 0-631-18638-7.
- Stevenson, D. J. (2002), "Introduction to planetary interiors", trong Hemley, Russell Julian; Chiarotti, G.; Bernasconi, M.; Ulivi, L. (biên tập), Fenomeni ad alte pressioni, IOS Press, ISBN 1-58603-269-0.
- Tayler, Roger John (1993), Galaxies, structure and evolution (ấn bản thứ 2), Cambridge University Press, ISBN 0-521-36710-7.
- Thompson, Russell D.; Perry, Allen Howard (1997), Applied Climatology: Principles and Practice, Routledge, tr. 127–128, ISBN 0-415-14100-1.
- van der Maarel, E. (2005), Vegetation ecology, Wiley-Blackwell, ISBN 0-632-05761-0.
- Ward, Peter Douglas (2006), Out of thin air: dinosaurs, birds, and Earth's ancient atmosphere, National Academies Press, ISBN 0-309-10061-5.
- Ward, Peter Douglas; Brownlee, Donald (2003), The life and death of planet Earth: how the new science of astrobiology charts the ultimate fate of our world, Macmillan, ISBN 0-8050-7512-7.